# Mausoleo di Alicarnasso
Il mausoleo di Alicarnasso è la monumentale tomba che Artemisia fece costruire per il marito, nonché fratello, Mausolo, satrapo della Caria, ad Alicarnasso (l'attuale Bodrum, in Turchia) tra il 353 a.C. e il 350 a.C. Era una delle sette meraviglie del mondo antico, fu costruito da Pitide e vi lavorarono artisti come Briasside, Leochares, Timoteo e Skopas (quest'ultimo, di Paros). Fu distrutto da un terremoto e oggi sono visibili solo alcune rovine.

## Descrizione
Plinio il Vecchio, nella sua Naturalis Historia, ci ha lasciato una descrizione delle dimensioni dell'edificio:
Skopas scolpì il lato est, Bryaxis il lato nord, Timotheos (Timoteo) il lato sud e Leochares quello ovest ma, prima che completassero l'opera, la regina morì. Essi non lasciarono il lavoro comunque, finché non fu completato, decisero che sarebbe stato un monumento sia per la loro gloria sia per quella della loro arte ed anche oggi essi competono gli uni con gli altri. Vi lavorò anche un quinto artista.
Sullo pteron si innalza una piramide alta quanto la parte bassa dell'edificio che ha 24 scalini e si assottiglia progressivamente fino alla punta: in cima c'è una quadriga di marmo scolpita da Piti. Se si comprende anche questo l'insieme raggiunge l'altezza di 140 piedi (ca. 41,50 metri)...»
(Plinio il Vecchio)
Tali erano la magnificenza e l'imponenza della tomba di Mausolo che il termine mausoleo venne poi usato per indicare tutte le grandi tombe monumentali.
Il Mausoleo fu lasciato intatto anche quando Alessandro Magno conquistò Alicarnasso nel 334 a.C., così come durante gli attacchi dei pirati nel 62 e nel 58 a.C. Ma dopo ben sedici secoli di esistenza, una serie di terremoti distrusse le colonne portanti e fece crollare il carro di bronzo. Nel 1404, l'unica parte riconoscibile era la base del Mausoleo. L'Ordine dei Cavalieri di San Giovanni di Rodi invase in seguito la regione e costruì il Castello San Pietro a Bodrum (nuovo nome di Alicarnasso); quando decisero di fortificarlo nel 1494, usarono le pietre del Mausoleo. Nel 1522, le voci su un'invasione ottomana convinsero i Crociati a rafforzare il castello, usando gran parte dei resti della tomba come materiale per le mura; ad oggi, si vedono ancora delle sezioni di marmo ripulito dal Mausoleo. Solimano il Magnifico conquistò la base dei cavalieri sull'isola di Rodi, e i Crociati dovettero spostarsi prima in Sicilia per un breve tempo, e poi permanentemente a Malta, lasciando il castello e Bodrum in mano ottomana.
Nel 1856 fu l'archeologo inglese Charles Thomas Newton a localizzare il sito del mausoleo e a scoprirne i resti a Bodrum. 
Alcuni resti del Mausoleo, soprattutto i resti dei cavalli e della quadriga che vi era alla sua sommità, sono conservati e visibili al British Museum di Londra, dove vi è anche un'impressionante spiegazione delle proporzioni dell'opera, partendo dalle dimensioni (già di per sé notevoli) dei resti dei cavalli lì esposti.
A Melbourne è costruita la Shrine of Remembrance (letteralmente Altare della Rimembranza), ispirata al mausoleo di Alicarnasso; altra struttura simile è la House of the Temple situata al civico 1733 di Sixteenth Street NW a Washington.
Presenta elementi architettonici quali la palmetta fiammeggiante.